# سد اشران
سد اشران (به عربی: سد عشران) یک سد و منطقهٔ مسکونی در عربستان سعودی است که در استان عسیر واقع شده‌است.